# Сухо Поље (Добој)
Сухо Поље је насељено мјесто у граду Добој, Република Српска, БиХ. Према прелиминарним подацима пописа становништва 2013. године, у Сухом Пољу је живјело 622 становника.

## Становништво
| Демографија | Демографија | Демографија |
| Година      | Становника  | Становника  |
| ----------- | ----------- | ----------- |
| 1971.       | 877         |             |
| 1981.       | 947         |             |
| 1991.       | 923         |             |
| 2013.       | 622         |             |